# 亞涅姆耶歐納
亞涅姆耶歐納（鄒語：Yane mʉ'eona），是台灣鄒族傳說中的地底人族，鄒族人從他們那裏取得了小米（一說稻米）。

## 外表與習性
亞涅姆耶歐納生活在很深的地底裡，他們的身形相當矮小，雖然種植作物但不直接吃，而是吸取蒸熟作物後的蒸氣就可以生存，還有說法認為他們聽不懂人話。

## 傳說
過去大洪水時期，各方人種聚集在玉山上，因為當時還沒有作物，他們只能獵捕動物吃，飢荒很嚴重。到了某一天，有個叫巴斯亞的青年發現一根很大的山芋，想要把它挖出來，卻沒想到一路挖到了地底的洞窟，並且發現生活在其中的亞涅姆耶歐納，發現他們的生活很富足，而且作物都已經成熟了，為了拯救族人，巴斯亞試圖把一些穀粒帶回去，但他們很嚴格的管制穀物，禁止外流，當他每次想離開時都會從頭到腳受到仔細的檢查，巴斯亞後來想出一個辦法，他將穀粒藏在自己的包皮裡，讓他們不好意思檢查，巴斯亞便成功帶回了作物。
另有說法認為亞涅姆耶歐納很慷慨地直接給他一袋穀物。

## 類似傳說
亞涅姆耶歐納在傳說中的習性、情節，都跟布農族傳說中的地底人族伊庫倫很類似。而關於小米（或稻米）的由來，在鄒族本身的神話中也有是女神巴耶苳烏（巴耶拜）交給人類的說法。